# غيرلز جينيريشن - تي تي أس
تايتيسيو (بالإنجليزية: TaeTiSeo)‏. بالهانغل 소녀시대-태티서 تختصر بـ (بالإنجليزية: TTS)‏ هي فرقة فرعية من فرقة غيرلز جينيريشن الكورية الجنوبية ومتكونة الفرقة من ثلاثة عضوات من غيرلز جينيريشن (تايون، تيفاني، سوهيون) قامت وكالة إس إم إنترتينمنت بتاريخ 19 آبريل 2012 بالإعلان رسمياً عن ترسيم الفرقة وإصدار أول ألبوم مصغر لهن وهو توينكل (بالإنجليزية: Twinkle)‏ والذي أصدر بتاريخ 29 آبريل 2012. وثاني ألبوم للفرقة الفرعية صدر بأوآخر عام 2014 بأسم هولير (بالإنجليزية: Holler)‏. كما إنهن أصدرن في ديسمبر 2015 ألبوم بعنوان عزيزي سانتا (Dear Santa).

## التاريخ
سنسد تيتيسيو هي أول فرقة فرعية للفرقة “سنسد” التي شكلتها إس إم إنترتينمنت في عام 2012. بإصدار أول البوم مصغرة لهن بعنوان توينكل (بالإنجليزية: Twinkle)‏ في 29 أبريل 2012 وأصدرت نسخة السي دي في 2 مايو 2012 وتصدر الألبوم في قائمة بيلبورد 200 بالمركز 126 وبالمركز الأول في قائمة بيلبورد للألبومات العالمية وتصدر كذلك المركز الأول في مخطط غاون للموسيقى. وأصبحت تايتيسو أول فرقة فرعية تحقق 12 فوزاً في البرامج الموسيقية في كوريا الجنوبية.
في 16 سبتمبر 2014 أصدر ثاني ألبوم مصغر لهن بعنوان هولير (بالإنجليزية: Holler)‏. الألبوم متكون من 6 أغاني شاركت تايون وتيفاني في تأليفهم وكتبت سوهيون أغنية "أونلي يو. فازت الفرقة بالمركز الأول في الإم كاونت داون وإنكيغايو وميوزك كور وباع الألبوم أكثر من 87,513 نسخة في كوريا الجنوبية.
في 4 ديسمبر 2015 أصدر ثالث ألبوم لهن «عزيزي سانتا» بمناسبة عيد الميلاد، الألبوم متكون من 6 أغاني بالإضافة إلى الأغنية الرئيسية «عزيزي سانتا» التي أصدرت باللغة الإنجليزية والكورية وتم تأليف الأغنية من قبل سوهيون وباع الألبوم أكثر من 61,163 نسخة في كوريا الجنوبية وتصدر المركز الثاني في مخطط غاون للموسيقى.

## الألبومات
- توينكل (2012)
- هولير (2014)
- عزيزي سانتا (2015)

## فيلموغرافيا

### البرامج الواقعية
| السنة | العنوان    | القناة    | ملاحظات         |
| ----- | ---------- | --------- | --------------- |
| 2014  | التايتيسيو | أون ستايل | عرض في 26 أغسطس |

### الفيديو كليبات
| العنوان                           | السنة | المخرج      |
| --------------------------------- | ----- | ----------- |
| "توينكل"                          | 2012  |             |
| "أو إم جي (يا إلهي)"              | 2012  |             |
| "هولير"                           | 2014  | هونغ ون-كي ‏ |
| "عزيزي سانتا"                     | 2015  |             |
| "عزيزي سانتا" (النسخة الإنجليزية) | 2015  |             |

## الجوائز والترشيحات
| السنة | الجائزة                            | الفئة                      | العمل المرشح | النتيجة |
| ----- | ---------------------------------- | -------------------------- | ------------ | ------- |
| 2012  | جوائز مينت الاختيارية              | تريدي ميوزك                | —            | فوز     |
| 2012  | جوائز المينت الموسيقية الآسيوية    | أفضل فرقة فتيات            | —            | رُشِّح     |
| 2012  | جوائز المينت الموسيقية الآسيوية    | أفضل فرقة عالمية           | —            | رُشِّح     |
| 2012  | جوائز المينت الموسيقية الآسيوية    | فنان السنة                 | —            | رُشِّح     |
| 2012  | مل وان ميوزيك أوورد                | توب 10 الفنانين            | "توينكل"     | رُشِّح     |
| 2012  | أس بي أس إم تي في بيست أوف ذا بيست | الأفضل عالمياً              | —            | رُشِّح     |
| 2012  | أس بي أس إم تي في بيست أوف ذا بيست | فنان السنة                 | —            | رُشِّح     |
| 2012  | جوائز مخطط غاون                    | ألبوم السنة (النصف الثاني) | توينكل       | فوز     |
| 2012  | جوائز مخطط غاون                    | أغنية السنة - مايو         | "توينكل"     | فوز     |
| 2013  | جائزة الاسطوانة الذهبية 27         | أسطوانة بونسانغ            | توينكل       | رُشِّح     |
| 2013  | جائزة الاسطوانة الذهبية 27         | بونسانغ الرقمي             | "توينكل"     | رُشِّح     |
| 2013  | جائزة الاسطوانة الذهبية 27         | جائزة الأكثر شهرة          | —            | رُشِّح     |
| 2013  | جوائز سيؤول الموسيقية 22           | جائزة بونسانغ              | "توينكل"     | رُشِّح     |
| 2013  | جوائز سيؤول الموسيقية 22           | جائزة الأكثر شهرة          | "توينكل"     | رُشِّح     |
| 2014  | جوائز أيقونة الموضة 7              | توب 10 أيقونات الموضة      | —            | فوز     |
| 2014  | جوائز مينت الموسيقية الآسيوية      | أفضل فيديو كليب            | "هولير"      | رُشِّح     |
| 2014  | جوائز مينت الموسيقية الآسيوية      | كيبوب فان تشويس – إناث     | —            | فوز     |
| 2014  | أس بي أس إم تي في بيست أوف ذا بيست | أفضل فيديو للإناث          | "هولير"      | رُشِّح     |
| 2015  | جوائز سيؤول الموسيقية              | أسطوانة بونسانغ            | "هولير"      | فوز     |
| 2015  | جوائز الإسطوانة الذهبية            | أسطوانة بونسانغ            | "هولير"      | فوز     |

## روابط خارجية
- غيرلز جينيريشن - تي تي أس على موقع IMDb (الإنجليزية)
- غيرلز جينيريشن - تي تي أس على موقع ميوزك برينز (الإنجليزية)
- غيرلز جينيريشن - تي تي أس على موقع ديسكوغز (الإنجليزية)